# Mayo Abbey
Pour les articles homonymes, voir Abbey.
Mayo Abbey, ou simplement Mayo, (en irlandais : Maigh Eo « plaine des ifs ») est un village situé au sud du comté de Mayo, en Irlande, à environ 16 kilomètres au nord-ouest de Claremorris. Mayo n'est pas le siège du comté homonyme qui est Castlebar.

## Histoire
Le village était un centre important de l'Irlande gaélique aux VIIe et VIIIe siècles. Saint Colmán, évêque de Lindisfarne, y fonde un monastère pour un groupe de moines saxons avec Saint Gerald comme premier abbé en 670. Des raids danois attaquent le monastère en 783 puis en 805 Finally Turgesius completely destroyed it in 818 . Finalement, Turgesius le détruit complètement en 818.
Centre du diocèse de Mayo à partir de 1152, il a été supprimé au XIIIe siècle. Les évêques ont cependant été nommés jusqu'au XVIe siècle. Le diocèse a été réuni au diocèse de Tuam par décret papal en 1631.

## Culture
Le documentaire en quatre parties de la BBC Amongst Women (Parmi les femmes) a été tourné à l'abbaye de Mayo en utilisant comme cadre l'église catholique, le cimetière et le bureau de poste / magasin.